# Любомир Рехак
Любомир Регак (словац. Ľubomír Rehák; нар. 24 лютого 1970) — словацький дипломат, доктор філософії.

## Кар'єра
Любомир Регак закінчив Московський державний інститут міжнародних відносин у 1992 році та розпочав свою професійну діяльність у Міністерстві закордонних та європейських справ Словацької Республіки. Його перша 5-річна дипломатична посада за кордоном відбулася в Москві на посаді приватного секретаря посла та політичного співробітника для Центральної Азії (1993—1998). Любомир Регак також є почесним співробітником Лондонського коледжу сучасного мистецтва. Є автором ідеї медалі «За заслуги» за словацьку дипломатію та водночас співавтором дизайну премії.

### Дипломатична діяльність
- 1993—1998 Росія, Москва: приватний секретар посла та політичного співробітника Центральної Азії.[2]
- 1999—2003 Португалія, Лісабон: заступник посла.
- 2004—2006 Словаччина, Братислава: європейський кореспондент, координатор у галузі спільної зовнішньої політики та політики безпеки Європейського Союзу.
- 2006—2008 Білорусь, Мінськ: Голова Посольства Словацької Республіки в Мінську. У другій половині 2007 року він також обіймав посаду місцевого головування в Європейському Союзі в Білорусі.
- 2008—2009 Бельгія, Брюссель: посол, представник Словацької Республіки в Комітеті з питань політики та безпеки Європейського Союзу.
- 2010—2011 рр. Словаччина, Братислава: Генеральний директор політичної секції — політичний директор Міністерства закордонних справ Словацької Республіки.
- 2011—2012 рр. Казахстан, Нур-Султан: Надзвичайний і Повноважний Посол в Казахстані та Киргизії.
- 2012—2015 Словаччина, Братислава: Генеральний директор політичної секції — політичний директор Міністерства закордонних та європейських справ Словацької Республіки.
- 2015—2020 Велика Британія, Лондон: Надзвичайний і Повноважний Посол Словацької Республіки при дворі Сент-Джеймса в Лондоні.
- 2020 — Росія, Москва: Надзвичайний і Повноважний Посол Словаччини в Росії.

## Особисте життя
Посол Регак одружений, його дружина Дана також працює в Міністерстві закордонних справ. У них є 2 дочки на ім'я Магдалена та Альжбета. Він говорить англійською, російською та португальською мовами, а також може спілкуватися французькою, іспанською, білоруською та польською мовами.

## Почесні відзнаки та нагороди

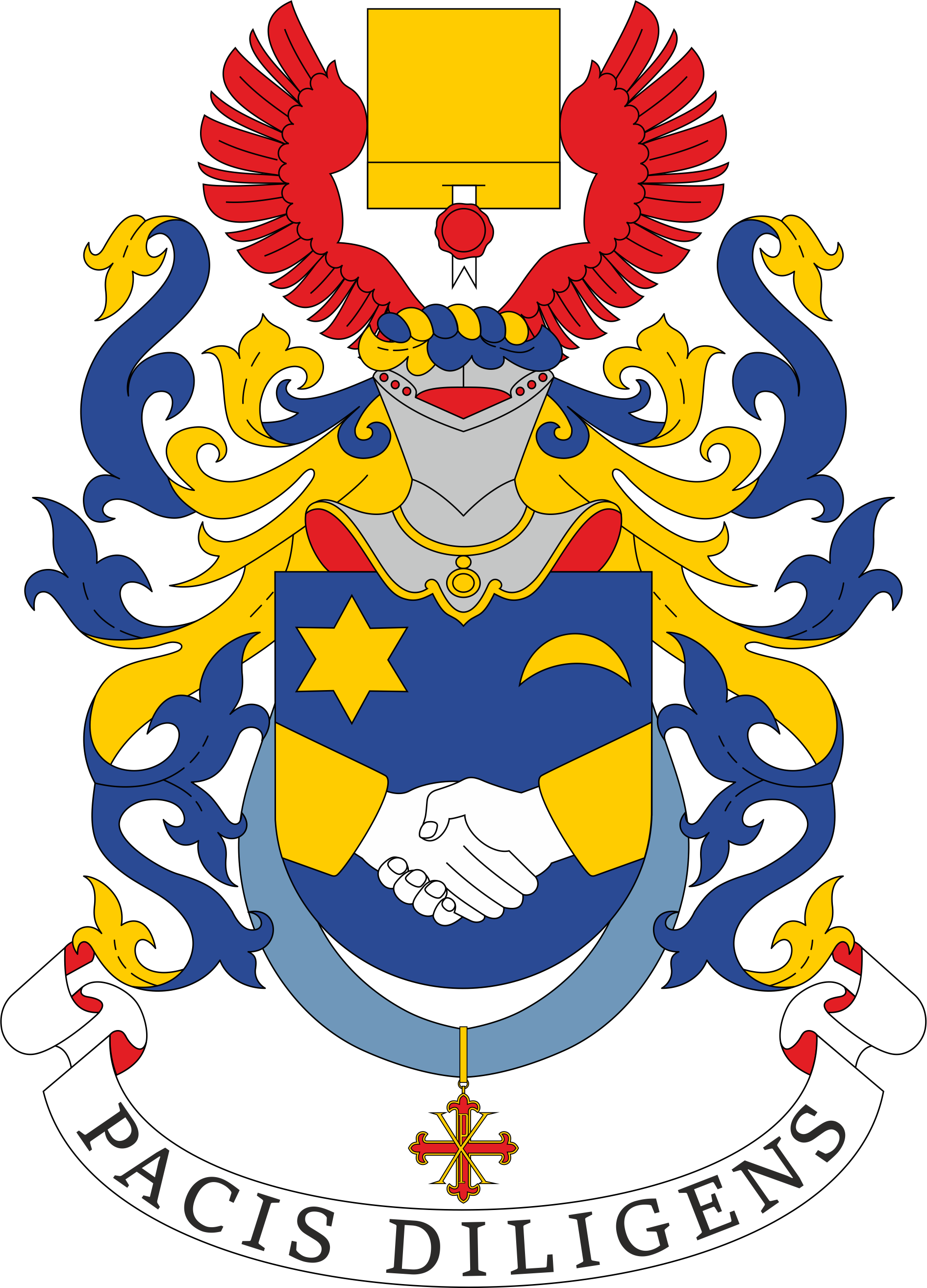
Герб Любомира Рехака

### Іноземні відзнаки
- Велика Британія: Свобода Лондонського міста (24 лютого 2020 р.)[5][6]

- Лицар Командор Заслуг із зіркою франко-неаполітанської-двох сицилійських священних військових константиніанських орденів Святого Георгія.[7]

### Недержавні організації
- Словаччина, Servare et Manere: Tree of Peace Memorial Plaque (St Michael's Abbey в Фарнборо, Гемпшир).[8]